# Benoît Joachim
Benoît Joachim (Ciutat de Luxemburg, 14 de gener del 1976) és un ciclista luxemburguès que fou professional des del 1998 fins al 2009.
Va debutar amb el petit equip txec del ZVVZ-D.L.D.. L'any següent va marxar al poderós US Postal Service de Lance Armstrong, on hi va militar vuit anys. El 2007 va anar, a l'acabat de fundar Team Astana i finalment es va retirar el 2008, a l'equip del seu país CT Differdange, de categoria continental.
Del seu palmarès destaquen tres Campionats nacionals en ruta i dos en contrarellotge. Va participar en els Jocs Olímpics de 2004 d'Atenes en les proves en ruta i contrarellotge.

## Palmarès en ruta
- 1998
  - Vencedor d'una etapa al Tour de l'Avenir
- 1999
  - Vencedor d'una etapa al Prudential Tour
- 2000
  -  Campió de Luxemburg en ruta
- 2003
  -  Campió de Luxemburg en ruta
- 2004
  -  Campió de Luxemburg de contrarellotge
- 2006
  -  Campió de Luxemburg de contrarellotge
- 2007
  -  Campió de Luxemburg en ruta

### Resultats al Tour de França
- 2000. 92è de la classificació general
- 2002. 89è de la classificació general

### Resultats al Giro d'Itàlia
- 2005. 107è de la classificació general
- 2006. 83è de la classificació general
- 2007. 99è de la classificació general

### Resultats a la Volta a Espanya
- 1999. Abandona
- 2001. 42è de la classificació general
- 2003. 59è de la classificació general
- 2004. 57è de la classificació general (porta dos dies el mallot or de líder)
- 2005. No surt (13a etapa)
- 2006. 66è de la classificació general